# كارلوس إم. كاردوسو
كارلوس إم. كاردوسو (بالإنجليزية: Carlos M. Cardoso)‏ هو لاعب كرة قدم أمريكي، ولد في 1958 في أنغولا.